# میمند (فیروزآباد)
میمند شهری از توابع بخش میمند شهرستان فیروزآباد در استان فارس است. این شهر در سرشماری نفوس و مسکن ۱۳۹۵ جمعیتی برابر با ۱۰٬۱۲۰ نفر می‌باشد.
میمند اولین تولیدکننده بزرگ گلاب در ایران بوده است و در آن سالیانه بیش از ۱۰ هزار تن گلاب تولید می‌شود که ۶۰ درصد آن صادر می‌شود.
شهرداری میمند در سال ۱۳۴۰ بر اساس مصوبه وزارت کشور با اجماع میمند سفلی، میمند علیا و شبانکاره تأسیس شد. کشاورزی مهم‌ترین شغل مردم این شهر به‌شمار می‌آید. نام این شهر از ترکیب «می» و «مند» به معنای صاحب و دارنده عرقیات گرفته شده‌است.

## جغرافیا
میمند فیروزآباد در آخرین مناطق ارتفاعات زاگرس در منطقه گرم و خشک جنوب قرار گرفته و همین شرایط سبب شده است که میمند دارای آب و هوایی معتدل و نسبت به مناطق همجوار خنک‌تر باشد و حدود ۱۰۲ نوع گیاهی دارویی در میمند روییده و از آن‌ها عرق گرفته می‌شود. میمند در جلگه میان دو رشته کوه نسبتاً بلند از سلسله جبال زاگرس به نام‌های سپیدار و پادنا که به صورت دو رشته با جهت شمال غربی و جنوب شرقی کشیده شده‌اند، قرار گرفته است. کوه سپیدار در طرف شمال شهر میمند قرار دارد و دنباله کوه سبزپوشان شیراز است که دارای جنگل و منابع طبیعی فراوانی است و ارتفاع قله آن۳۱۶۷ متر از سطح دریا است.. در قسمت جنوب و جنوب شرقی میمند کوه پادنا (در اصطلاح محلی پیدنو و در فرهنگ‌های جغرافیایی میمند نیز گفته می‌شود) قرار دارد. در غرب نیز کوه کم ارتفاعی به نام قلات وجود دارد که از سیرزجان خواجه‌ای تا میمند به موازات پادنا قرار گرفته است. از مشرق نیز به خرمن کوه (یا کوه سور) که از میمند به شکل یک نیم دایره دیده می‌شود متصل است.
پوشش گیاهی کوهستان‌ها و مراتع اطراف میمند بیشتر پسته کوهی (بنه) و بادام کوهی (الوک) می‌باشد و از دیگر گیاهانی که در اطراف کوه‌های میمند یافت می‌شوند می‌توان به گونه‌های گیاهی نظیر بادام، کهکم، زیتون، ارژن، سقز (کیالک)، زالزالک، انجیر، آلبالو وحشی، کلختک، کنار، بنگرو، ارس، خوشک، ریش بز، کنگر، شبدر، یونجه، جاشیر، گاوزبان، شاتره، کاهو، زنبق وحشی، اسپند، لاله کوهی، پیاز، کرفس وحشی، بومارزان (سرزرد) شیبو، شنبلیله، گل بنفشه و … اشاره کرد.
آب و هوای میمند از نوع معتدل کوهستانی است. تابستان‌های نسبتاً معتدل و خشک و پاییز و زمستان‌ها معتدل مرطوب می‌باشد. حداکثر دما بیشتر در مردادماه و حداقل دما در بهمن‌ماه رخ می‌دهد. بیشترین بارش فصلی نیز در بهمن‌ماه است و میانگین بارندگی سالانه به میزان ۴۵۰ میلی‌متر است که در ارتفاعات بیشتر به صورت برف می‌باشد.
در تقسیمات کشوری شهر میمند در شرق شهرستان فیروزآباد، جنوب شهرستان‌های کوار، شیراز، غرب شهرستان‌های خفر و جهرم واقع شده است.

## تاریخ
در زمان ساسانیان سرزمین پارس که مقر اصلی حکومت بوده‌است به پنج ولایت یا کوره (خُرّه) تقسیم شده که هر کوره در واقع مجموعه‌ای از شهرهای یک مسیر است که به مرکز حکومت می‌رسد. ولایت اردشیرخوره (شهر گور فعلی)یکی از مهم‌ترین کوره‌های پنجگانه فارس بود که در مسیر شیراز تا دریای پارس و جزایر جنوبی قرار داشته و از آنجا مسیر مهم دیگری از کیش و قشم به هند و سراندیب (سریلانکا کنونی) برقرار بوده‌است.
نام میمند در منابع جغرافیایی تاریخی سده‌های نخستین اسلام به‌عنوان یکی از نواحی اردشیر خوره فراوان مشاهده می‌شود. آن‌چه در اغلب این منابع تکرار شده این است که میمند شهری است در ناحیه گرمسیر فارس با هوای معتدل. دارای آب روان و انواع میوه. محصول عمده آن انگور و گلاب. شغل مردم بیشتر پیشه‌وری و تولید گلاب و عرقیات. دارای کاروانسرا و مسجد جامع است.
از قدیمی‌ترین نوشته‌های جغرافیایی در این مورد در کتاب صورالاقلیم نوشته ابوزید سهل بلخی (۳۲۲ هـ ق) از میمند به‌عنوان یکی از نواحی اردشیرخوره نام برده‌است که در مسیر عبور شاهراه مهمی قرار داشته‌است؛ و همچنین گوید: . . . گلاب پارس از آن خیزد و به بدریابار و حجاز و یمن و شام و مصر و مغرب و خراسان برند . . .
حمدالله مستوفی در کتاب نزهة القلوب و اصطخری در المسالک و الممالک باز دربارهٔ مسیر شیراز تا کیش (کوره اردشیر) از میمند به‌عنوان یکی از نواحی و یکی از ایستگاه‌های مهم مسافران نام می‌برد.
به هر حال در آن زمان میمند بر سر یک شاهراه تجاری مهم از شیراز به بندرها و جزایر جنوبی و از آنجا به هند قرار داشته‌است و دارای کاروانسرا و بازار مهمی بوده‌است. پس از تغییر مسیر شاهراه فوق، از اهمیت اقتصادی میمند کاسته شد اما همچنان شهرت خود را به‌عنوان شهری زیبا و فرهنگی و صاحب تولیدات متنوع به ویژه عطر و گلاب، حفظ نمود.
اوژن فلاندن جهانگرد و معمار فرانسوی در سال ۱۸۴۱ میلادی (۱۲۵۷هـ ق) با این که در یک زمستان سخت از میمند گذر کرده‌است، از مزارع و باغ‌ها و بناهای زیبا و مردمان باصفا و آزاد میمند تعریف نموده و می‌نویسد: «سرانجام پس از ده‌ساعت راه رفتن آن‌هم با گرسنگی و تشگی و سرمای جانگذاز به میمند رسیدیم. رئیس این دهستان یکنفر ملاست که با رأفت تام ما را بپذیرفت.
میمند که شهری کوچکش باید دانست از مالیات شاه معافست. عایدات ابوالجمعش از قول کدخدا دو هزار تومانست که وقف امامزاده شیراز یعنی شاه‌چراغ می‌باشد … با اینکه برف سرتاسر این دشت را فراگرفت ولی خاطره‌ای خوب از این محل با خود بردیم. این دهستان پرجمعیت، اطرافش را باغات بسیار احاطه کرده. اراضیش بسیار حاصلخیز، منازلش دارای ساختمان‌های خیلی قشنگ و مرتفع است. گمان می‌کنم رونق و شکوه این ده که زیاد به نظر من دلفریب آمد از این باشد که اداره‌اش تحت حمایت عمال شاه نیست. اداره این شهر کوچک مستقل که توسط یک ملا انجام می‌شود بهتر از سایر شهرهای ایران است.
مردمانش سرشار از شادی، زمین‌هایش تمام مزروع و بناهایش همه پرشکوه است. در ایران نادر و بلکه منحصر بفرد است. هر صنفی کار خود را با شادمانی انجام می‌دهد و نه تنها خود استفاده می‌برد بلکه بر جلال و ابهت دهستان و شادی اهل دهستانش می‌افزاید. مردم هیچ کاری به عمال شاه نداشته و آزادانه زندگی می‌کنند.
سرمای سختی که هرگز تصور آن را نمی‌کردیم باعث زحمت ما شد. فردایش هم مانند روز پیش هوا سخت سرد بود و بهتر دانستیم حرکت را به تعویق اندازیم.
روز پانزدهم ژانویه حرکت کردیم. سرتاسر دشت را برف فرا گرفته بود. بیش از پیش به دشتی که میمند در آن قرار گرفته‌است فرومی‌رفتیم. هر چقدر می‌رفتیم دره کم‌وسعت‌تر می‌شد.»
از دیگر مورخان معتبر که از میمند سخن گفته‌است ابن بطوطه مورخ و جهانگرد سرشناس معتبر جهان عرب است که دو بار به میمند سفر نموده او در سفرنامه خود نوشته‌است از بهترین نواحی اطراف شیراز منطقه جمکان است که مرکز آن میمند است او میمند را از شگفتی‌های خلقت ذکر نموده و می‌نویسد عجیب است که در میمند درختان سردسیری و گرمسیری یکجا و در کنار هم رشد نموده و سایه بر سر یکدیگر گسترانده‌انداین کتاب به ۹ زبان دنیا ترجمه شده‌است

### نام قدیم منطقه میمند
هرچند در کلیه اسناد تاریخی از شهر فعلی میمند به همان نام میمند نام برده شده اما در گذشته بخش یا بلوک یا بهتر بگوییم منطقه‌ای که میمند در آن قرار داشته‌است جمکان نام داشته‌است. جمکان در فارسی یک کلمه ترکیب یافته از دو کلمه جم به معنای شاهزاده و پادشاه یا جمشید پادشاه اسطورهٔ ایران و کان که همان قید مکان است سرجمع می‌شود این نام را به جایگاه شاهزادگان یا جایگاه جمشید پادشاه معنا کرد.

## بناهای تاریخی

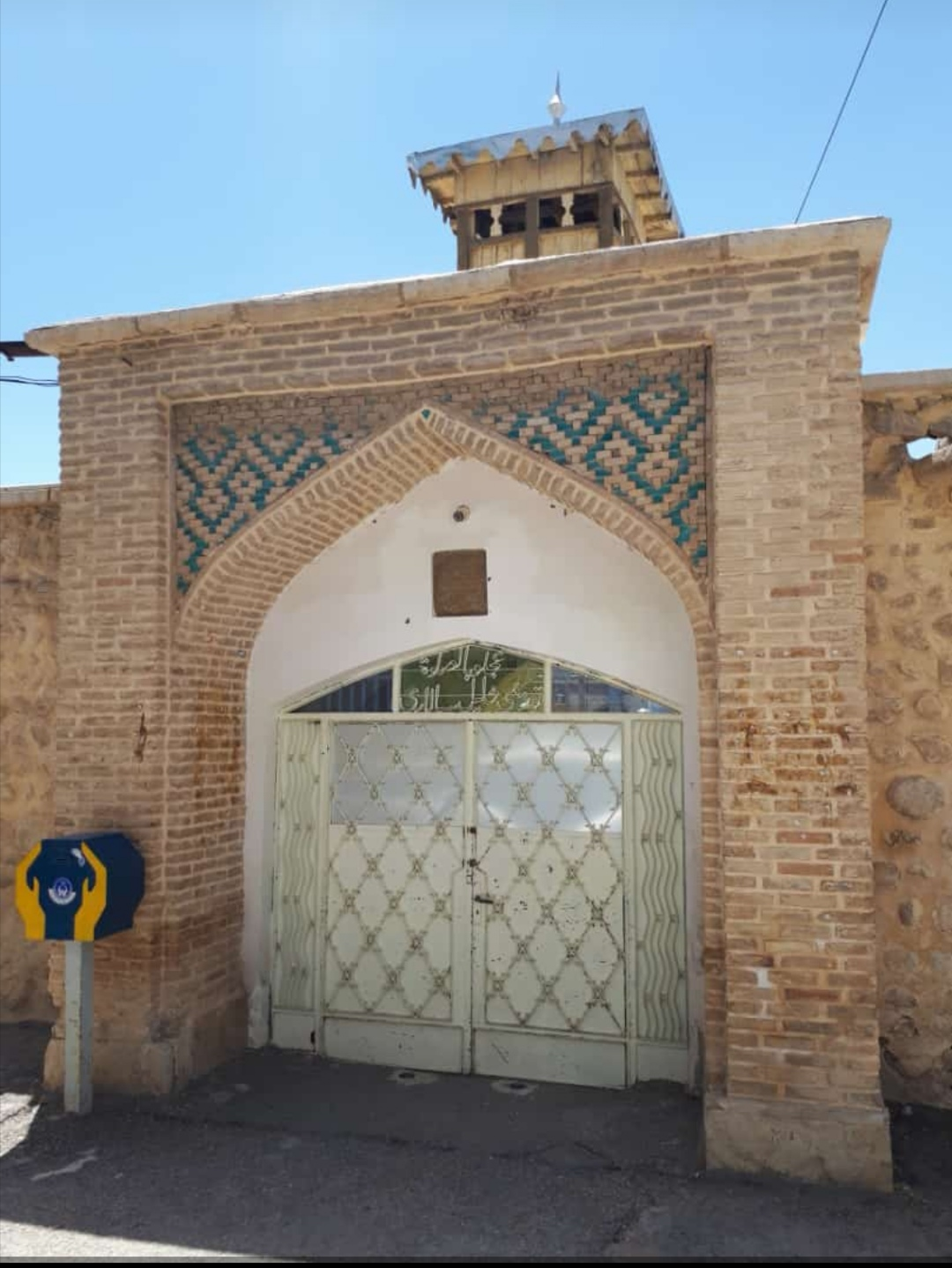
مسجد جامع میمند

وجود بناهای تاریخی حکایت از پیشینه دراز این شهر دارد که به ۶۰۰۰ سال می‌رسد. آثار و بناهای زیادی نیز مربوط به دوران‌های ساسانیان، صفویه، زندیه و قاجاریه در منطقه میمند وجود دارد که هر کدام نیازمند تحقیق و بررسی بیشتر و کشف تاریخ این دیار است.در میمند قدیم خانه‌ها با سنگ، ساروج، چوب و کاه گل معمولاً دارای اتاق‌هایی در دوطبقه بر گرداگرد یک حیاط ساخته می‌شد. در محله‌های قدیمی کوچه‌های پیچ در پیچ وجود داشت که گاه به صورت دالانی از زیر طبقه بالایی خانه‌ها عبور می‌کرد.متأسفانه چندین بنای ارزشمند و تاریخی منطقه طی سال‌های اخیر به بهانه توسعه شهری و در سایه بی‌توجهی مسؤولان از میان برده شده‌است.درحال حاضر 12 اثر تاریخی ثبت شده درمنطقه میمند وجود دارد که عبارتند از:امامزاده اسماعیل-کاروان سرای زنجیران-مسجد جامع میمند-تل گاوی-حمام تاریخی جنب مسجد-تل قصر عاصم-تل دشت موگ-تل آرامگاه-خرفخانه های ابراهیم آباد-بقایای قلعه زنجیران و قبرستان قصر عاصم.

## دیدنی‌های طبیعی
- چهل‌چشمه حنیفقان
- جنگل طبیعی جاده قدیم میمند
- تنگ آتشگاه
- کوهستان سپیدار
- کوهستان پادنا (به گویش محلی پیدونو)
- تنگ خرسان
- باغستان‌های گل میمند
- بوستان شقایق (پارک شهر)

## جشنواره گل و گلاب

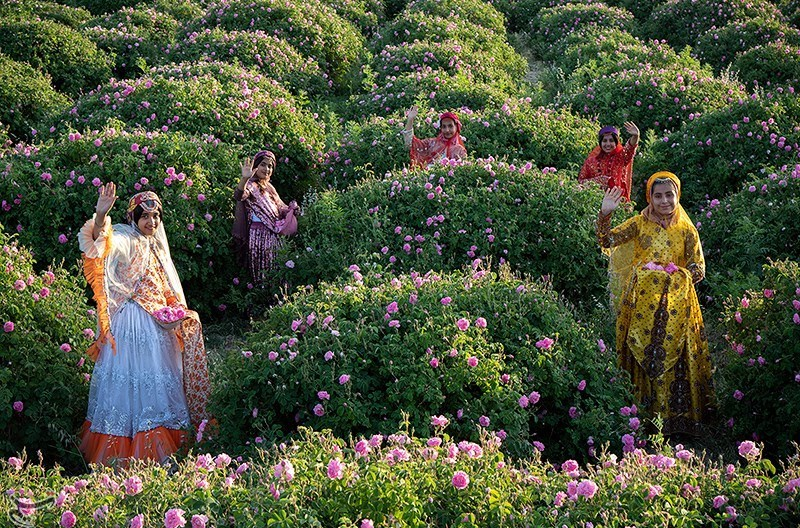
جشنواره گل و گلاب میمند

مهم‌ترین  رویداد هر سال میمند جشنواره گل و گلاب است که با استقبال گسترده مردم از تمام نقاط کشور انجام می‌شود و در اردیبهشت‌ماه هر سال به مدت یک تا دو هفته برگزار می‌گردد.
این جشنواره کمشتاقان زیادی را به خود جذب می‌کند با آغاز برداشت گل محمدی در میمند و عرق‌گیری در کارگاه‌های سنتی و صنعتی عرق‌گیری که مهم‌ترین  صنعت این شهر می‌باشد شروع می‌شود. میمند یکی از قطب‌های تولیدی گل محمدی و گلاب با ظرفیت سالانه ۲۱ هزار تن گلاب و عرقیات در کشور می‌باشد.

## اقتصاد میمند

### کشاورزی
از مهم‌ترین محصولات کشاورزی میمند محصولات باغی و در وهله دوم صیفی‌جات و غلات را می‌توان مثال زد.
از مهم‌ترین محصولات باغی فیروزآباد میتوان به بیش از ۳۰۰۰ هکتار تاکستان‌های انگور و باغات بادام اشاره کرد.

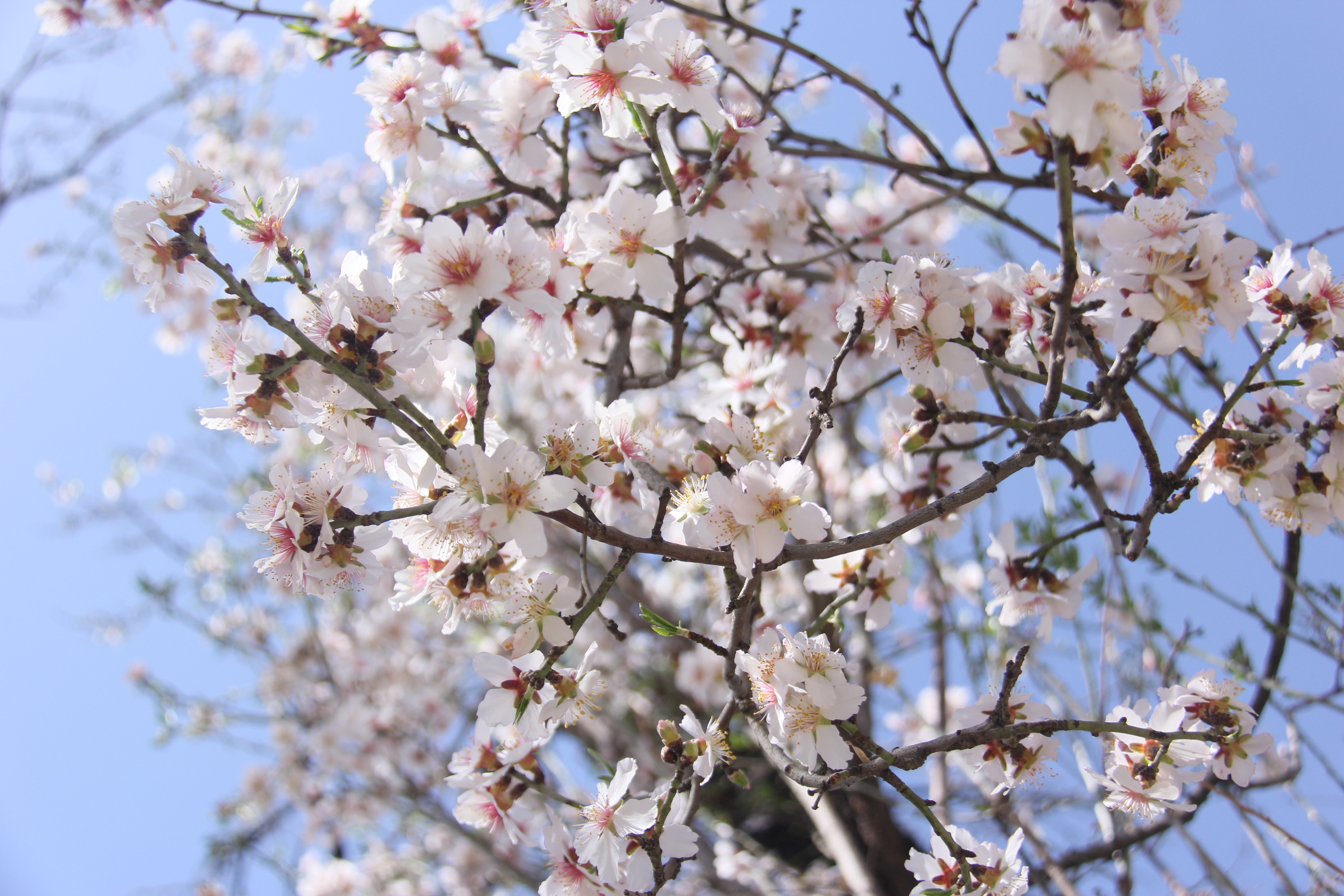
شکوفه بادام در میمند

میمند به گلستان فارس شهره است و  با داشتن هزار و ۵۵۰ هکتار باغ گل، از هر هکتار چهار تن گل محمدی برداشت می‌کند و کارگاه‌های عرق‌گیری میمند سالانه بیش از ۱۰ هزار تن گلاب تولید می‌کنند که این بخش را به‌عنوان اولین تولیدکننده بزرگ گلاب در ایر ساخته‌اند، برداشت گل، از اوایل اردیبهشت‌ماه آغاز می‌شود. و نکته مهم این است که برداشت گل محمدی روزانه در میمند قبل از طلوع آفتاب شروع می‌شود و قبل از گرم شدن هوا در بامداد پایان می‌پذیرد.  
همچنین میمند بزرگترین و تنها تولیدکننده گل و عرق نسترن در کشور است.برداشت و عرق‌گیری نسترن اردیبهشت هر سال انجام می‌شود.
در میمند بیش از ۲۰ هکتار باغ بیدمشک وجود دارد درخت بیدمشک دارد، بیدمشک جز اولین گیاهانی است که در ابتدای بهار به شکوفه می‌نشیند و نوید بخش فرارسیدن بهار است. همچنین در میمند سالانه ۵ تا ۶ تن عرق بیدمشک از بیدمشک‌های  میمند تولید می‌شود.

### صنایع
میمند دارای یک شهرک صنعتی است که تا زمستان ۱۳۹۹ هشت واحد فعال داشته و سرمایه‌گذارانی را نیز به سمت خود جذب کرده است. از آنجاکه میمند از باغ‌ها و مزارع بزرگ گل‌های محمدی و رز برخوردار است، این شهر به گلخانه فارس شهرت دارد. در بخش میمند ۶۰ کارگاه عرقیات‌ گیری وجود دارد که از این تعداد ۴۰ کارگاه فعال بوده و هفت واحد صنعتی نیز در این رابطه فعالیت می‌کنند.سالانه بیش از ۷۰ نوع عرقیات در میمند تولید می‌شود که شروع آن با عرق بیدمشک است و بعد از آن شاطره ، بهار نارنج ،گلاب ، خارشتر وارد چرخه تولید کارگاه‌ها می‌شود و تا مهر با عرق کیالک ادامه می یابد و عرقیات خشک وارد چرخه تولید گارگاه‌های میمند می‌شود. تولید سالانه ده هزار تن گلاب و ۵۰ هزار تن انواع عرقیات در هفت کارگاه صنعتی و ۶۰ کارگاه سنتی و نیمه سنتی میمند که از این میزان ۴۰ درصد گلاب تولیدی و ۱۰ درصد عرقیات تولیدی به خارج از کشور صادر می‌شود باعث ارزآوری این صنعت برای کشور توسط بخش میمند شده است.  با تشکیل خوشه صنعتی گل و گلاب میمند از سال ۱۳۸۶ گلابگیران میمند با تشکیل یک کنسرسیوم مشترک موفق شدند به عنوان برترین خوشه صنعتی کشور دست یابند. از آنجایی که میمند از دیرباز تاکنون یکی از قطب‌های مهم صادرات گلاب و عرقیات بوده است یکی از مهم‌ترین و قدیمی‌ترین صنایع میمند از گذشته تاکنون صنعت شیشه گری است که به دلیل صنعتی شدن و تولید و جایگزینی بطری‌های پلاستیکی به جای ظروف شیشه‌ای به فراموشی سپرده شده بود و در سنوات اخیر دوباره احیا شده است.

### دامپروری
در میمند، پرورش گاو و گوسفند از دیرباز رواج داشته‌است. در حوزه تحت پوشش این شهرستان علاوه بر اکثر روستاییان، جامعه عشایری سیار و نیمه سیار نیز اقدام به پرورش و نگهداری دام می‌کنند که اکثراً به صورت سنتی است. با توجه به وضعیت مراتع که اغلب کوهستانی بوده و همچنین وجود پسچرای زراعت به مقدار زیاد، این منطقه در پرورش گوسفند مساعد به‌شمار می‌رود.
در این منطقه به جز پرورش گوسفند نسبت به پرورش گاو و گوساله، زنبور عسل نیز اقدام می‌شود. تعداد دام موجود در شهرستان به ۵۰۰۰۰۰ راس بالغ می‌شود و حدود ۶۰۰۰ کلنی زنبور عسل وجود دارد که تولید عسل هر کلنی به‌طور میانگین ۳۵ کیلوگرم است. مضافاً تولیدات فراورده‌های دامی نظیر پوست، پشم، شیر، ماست، پنیر، دوغ، کره محلی، خامه و … نیز فراوان است.
همچنین اخیراً پرورش ماهی قزل‌آلا نیز در رودخانه زیبای آتشگاه انجام می‌گیرد.

## بناهای مذهبی
- امامزاده سید حسین، در شهر میمند واقع شده و قبرستان عمومی شهر و گلزار شهدا در آن واقع شده‌است
- امامزاده اسماعیل، در مرکز شهر میمند قرار گرفته و از قدیم محل برگزاری مراسم عزاداری امامان بوده‌است
- امامزاده دوبرادران، در پنج کیلومتری میمند واقع شده و مزار دو تن از نوادگان موسی بن جعفر می‌باشد
- امامزاده شاه حسن غیاث الدین، در مسیر میمند به تنگریز قرار دارد
- امامزاده سید شاه نور، بین میمند و میمند علیا قرار داشته و مردم میمند نسبت به وی اردات ویژه‌ای دارند
- امامزاده سید صالح، در شمال میمند واقع شده‌است
- امامزاده شاه عطاالله، در روستای گنک در بیست کیلومتری میمند قرار دارد
- امامزاده سید ابوالقاسم، در باغ‌های جنوب میمند قرار دارد
- امامزاده سید علی جعفرو آرامستان میمند علیا ، واقع در میمند علیا

## هیئات مذهبی
از جمله هیئات مذهبی این شهر می‌توان به هیئت فرهنگی مذهبی فاطمیون، هیئت منتظران مهدی واقع در بقعه متبرک امامزاده سید حسین، هیئت جان نثاران قمر بنی هاشم، عاشقان ثارالله، و همچنین هیئت‌های مذهبی مساجد (امیرالمؤمنین، چهارده معصوم، مسجد جامع علیا، مسجد رسول اکرم هیئت قمر بنی هاشم میمند علیا و مهدیه علیا اشاره کرد.

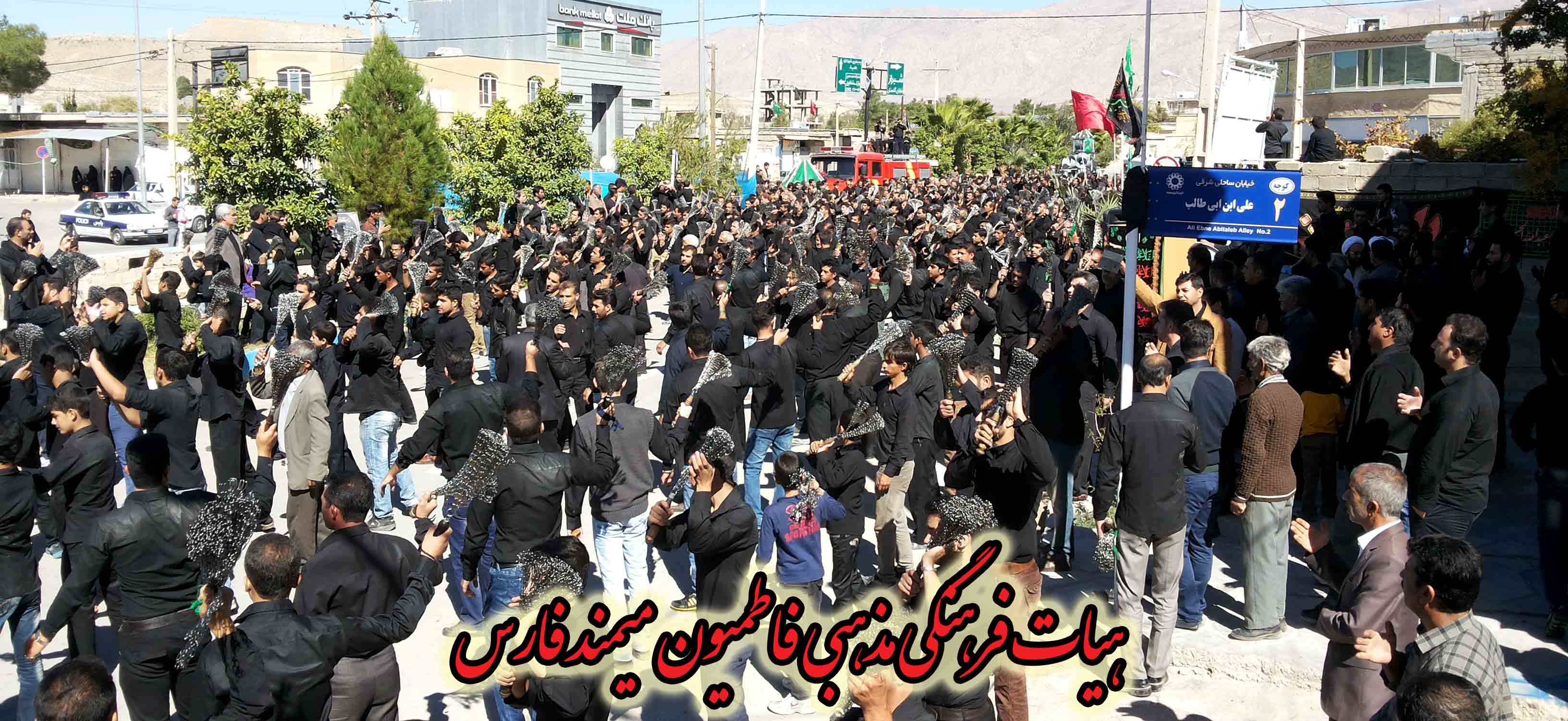
اجتماع هیئت مذهبی میمند

## سدها و طرح‌های آبخیزداری
دو سد خاکی  در این بخش وجود دارد که آب‌های رودخانه‌ای فصلی را مهار می‌کند این سدها عبارتند از:۱- سد خاکی مراد آباد در غرب میمند و در ۱۰ کیلومتری جاده میمند به شیراز روبروی شهرک صنعتی میمند۲- سد خاکی میمند در ابتدای جاده قدیم میمند به شیراز و فیروزآباد.چند طرح آبخیزداری نیز به صورت حوضچه‌ای در میمند اجرا شده که مهم‌ترین آن‌ها پرزیتون در شرق حد فاصل روستای عزیز آباد و مراد آباد در غرب و شبانکاره در شمال شهر میمند است.